# Monte (Haute-Corse)
Monte település Franciaországban, Haute-Corse megyében. Lakosainak száma 619 fő (2022. január 1.). Monte Prunelli-di-Casacconi, Campile, Casabianca, Crocicchia, Loreto-di-Casinca, Lucciana, Olmo, Penta-Acquatella, Piano, Silvareccio és Vescovato községekkel határos.

## Népesség
A település népességének változása:
| Lakosok száma | 207  | 241  | 303  | 492  | 615  | 600  | 607  | 632  | 644  | 619  |
|               | 1968 | 1982 | 1990 | 2006 | 2013 | 2015 | 2017 | 2019 | 2020 | 2022 |